# Escape-Taste

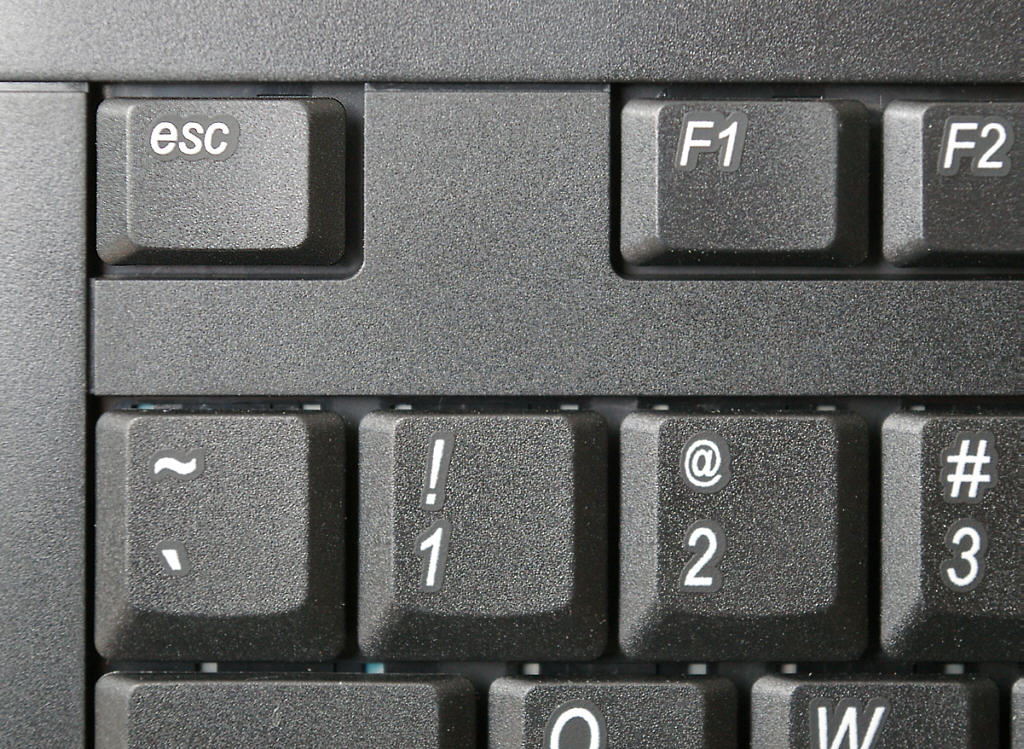
Escape-Taste

ISO-Tastatursymbol der Escape-Taste

Die Escape-Taste Esc (von englisch to escape ‚fliehen‘, ‚entkommen‘, ‚aussteigen‘) oder selten Abbruchtaste befindet sich auf herkömmlichen Rechner-Tastaturen in der linken oberen Ecke. Das Betätigen der Taste bewirkt beispielsweise auf Terminals das Senden des Steuerzeichen Escape. In gängigen grafischen Benutzeroberflächen führt es meist zum Abbruch einer momentan durchgeführten Aktion des Rechners. Als Erfinder der Taste gilt Bob Bemer.
Die Escape-Taste ist neben der Alt-Gr-Taste und der Enter-Taste im Ziffernblock eine der wenigen Tasten auf deutschen Tastaturen (Deutschland und Österreich), deren Beschriftung nicht eingedeutscht erscheint. In sehr alten Computersystemen der Mainframe-Ära wurde die Esc-Taste jedoch als Flucht-Taste bezeichnet. Die AltGr-Taste dagegen, behält die Schreibweise, da sie ursprünglich abgekürzt für „Alternate, Graphics“ stand, welches auf Deutsch mit „Alternativ, Grafik“ in derselben Abkürzung resultiert.
Ein Tastatursymbol für die Escape-Taste ist standardisiert in ISO/IEC 9995-7 als Symbol 29 Escape sowie in ISO 7000 Graphische Symbole auf Einrichtungen als Symbol ISO-7000-2029. Dieses Zeichen ist in Unicode im Block Verschiedene technische Zeichen als U+238B broken circle with northwest arrow (⎋) enthalten. Dieses Symbol wird regelmäßig in macOS verwendet.
Unter PC-kompatiblem DOS wird die Taste meist mit „Esc“ abgekürzt, vor allem im technischen Kontext aber auch mit der Steuersequenz „^[“ oder dem Zeichen „←“ symbolisiert, das in den unter DOS gebräuchlichen Codepages an der Position des Esc-Steuerzeichens liegt.

## Verwendung
- Der Ladevorgang einer Internetseite kann in verschiedenen Webbrowsern mit der Escape-Taste unterbrochen werden.
- In den meisten Dialogfenstern von Windows-Anwendungen entspricht das Drücken der Escape-Taste einem Klick auf die Schaltfläche „Abbrechen“.
- Vollbildansichten können häufig mit der Escape-Taste wieder verlassen werden.
- Die Betätigung der Escape-Taste bricht in vielen Anwendungen eine bereits begonnene Eingabe in einem Textfeld ab und stellt dort den Ursprungszustand wieder her.
- Mit der Escape-Taste wird eine Escape-Sequenz eingeleitet.